# 381 a.C.

## Eventos
- Lúcio Fúrio Medulino Fuso, Marco Fúrio Camilo, pela quarta vez, Lúcio Lucrécio Tricipitino Flavo, pela quarta vez, Aulo Postúmio Albino Regilense, Marco Fábio Ambusto e Lúcio Postúmio Albino Regilense, pela segunda vez, tribunos consulares em Roma.